# Ceropegia saxatilis
Ceropegia saxatilis är en oleanderväxtart som beskrevs av Jumelle och Perrier. Ceropegia saxatilis ingår i släktet Ceropegia och familjen oleanderväxter. Inga underarter finns listade i Catalogue of Life.